# コネ (会社)
コネ（芬: KONE Oyj、英: KONE Corporation）は、エレベータ・エスカレータ・動く歩道・自動ドアなどの製造販売およびメンテナンスサービスを行う多国籍企業。フィンランドのエスポーに本部を置く。世界60カ国以上に拠点を持ち、ビルの建設業者や建築家、オーナーなどを対象に事業を展開している。ナスダック・ヘルシンキ上場企業（Nasdaq Nordic KNEBV）。

## 沿革
1908年にヘルシンキで開業した機械修理店を、1910年10月コネ（フィンランド語で「機械」の意味）の名称で法人化したことがルーツとなる。当時フィンランドはロシア帝国の一部であったため、第一次世界大戦時はロシア軍向けに砲弾を製造していたが、フィンランド独立後の1918年に最初のエレベータをヘルシンキ市内に納入した。
設立当時のコネはGottfr. Strömberg Oyの子会社の地位にあったが、親会社が1924年に経営破綻を来すと、実業家のハラルド・へルリンがコネを買い取った。以降はハラルドの子孫が経営を継ぎ、1990年代からはへルリン一族以外が最高経営責任者を務めるようになったものの、現在もへルリン一族が会長職および大株主の地位にある。
コネは1930年代にはフィンランド国内のエレベータ製造で支配的な地位を得たが、国内市場の狭さで需要が限定されることから1933年にクレーンの製造に着手、第二次世界大戦時は再び兵器の製造に従事したものの、エレベータおよびクレーンの製造も並行して維持した。戦争が終わるとソビエト連邦に対する賠償支払いの必要が生じたことから、コネにより製造されたエレベータ、クレーン、電動ホイストがソ連に多数輸出されたが、戦後の復興過程で自動ドアの製造にも着手した。
1968年にスウェーデンのアセア（現・ABB）のエレベータ事業を買収したことで国外に企業規模が拡大、さらに1974年にウェスティングハウス・エレクトリックのヨーロッパ地域エレベータ事業を買収したことで、コネはヨーロッパ地域のエレベータ製造の主要企業となり、1977年にエスカレータ製造を開始、1980年代にはパリのガルニエ宮やラ・デファンスなどにコネのエレベータが採用された。
1990年代に入ると競争の激化から事業の選択と集中に着手、1994年にクレーン事業部門を売却しKCI Konecranes（現在のコネクレーンズ）として分社すると共に、アメリカのエレベータ製造大手の一つMontgomery Elevator Companyを買収、同社の基盤からアジア市場進出への足掛かりを得、続いて1996年にドイツのO&K Rolltreppenを買収しエスカレータ事業を強化、同年には世界初の機械室無しエレベータを開発した。1998年に中国の崑山市に新工場をオープンさせ、中国市場でのエレベータ・エスカレータ採用が大きく拡大した。2002年にはフォークリフトなど荷役機器を製造するフィンランドのパルテック（Partek）を買収し「コネ・カーゴテック」（Kone Cargotec）を設立したが、2005年6月にカーゴテックとして分割した。
2014年にサウジアラビアの超高層ビルであるジッダ・タワーのエレベータ納入契約を締結、2016年2月、IBMとエレベータ・エスカレータへのIoT技術活用に関するパートナーシップ契約を締結、同年6月にはアメリカ・テキサス州に工場および研究開発センターを開設した。

## 日本との関わり
1998年、東芝エレベータと戦略的提携関係を締結したことから、東芝エレベータはコネの機械室無しエレベータのライセンス生産を開始、2000年には都営地下鉄大江戸線環状部の駅におけるエレベータの一括納入を行った。また、2001年にはコネが東芝エレベータの資本の2割を保有し、また東芝エレベータがコネの株式の5％を保有する資本提携の関係となり、さらにダブルデッキエレベータの共同開発を行うなど、協力関係にある。2015年7月、東芝グループの財務改善の必要から、東芝エレベータは保有していたコネの株式を売却したが、現在もコネはオランダ設立の持株会社（KONE Nederland Holding B.V.）を通じ、東芝エレベータの株式を保有している。
同社は2015年をもって日本市場から撤退。以降は、提携関係にある東芝エレベータが保守点検を行なっているが、既に国内に部品の在庫が無いものも多く、先述の一括納入した大江戸線六本木駅では、交換部品の確保に時間を要し、長期運休せざるを得ない事態となった。